# Лозовіцький Павло Станіславович
Павло Станіславович Лозовіцький (нар. 26 березня 1956, с. Видумка, Червоноармійський район, Житомирська область — український гідрогеолог, гідрохімік, ґрунтознавець, меліоратор, кандидат технічних наук, доцент Київського національного університету імені Тараса Шевченка (2002—2010), доцент Університету новітніх технологій (з 2011 року, за сумісництвом), провідний науковий співробітник відділу якості та охорони вод Інституту водних проблем і меліорації НААН (з 2012 року), професор кафедри екологічної безпеки Державної екологічної академії післядипломної освіти та управління Міністерства екології та природних ресурсів України (з 10 вересня 2013 року).

## Біографія
Народився 26 березня 1956 року в селі Видумка Червоноармійського району Житомирської області. Закінчив у 1978 році геолого-географічний факультет Одеського державного університету імені І. І. Мечникова за спеціальністю «інженерна геологія та гідрогеологія» та отримав кваліфікацію «інженер-геолог, гідрогеолог». У 1978—1981 роках працював в інституті «Укрдіпроводгосп» інженером (відділ меліоративної гідрогеології), старшим інженером (відділ охорони природи). У 1988—1994 роках інженер І категорії, у 1994—2001 науковий співробітник, старший науковий співробітником відділу мікрозрошення і водопостачання Інституту гідротехніки і меліорації НААН України. У 1998 р. в Інституті гідротехніки й меліорації УААН захистив кандидатську дисертацію на тему «Якість води в природних джерелах зрошення, її вплив на ґрунти, іригаційна класифікація та технологія підготовки до поливів» й отримав вчений ступінь кандидата технічних наук зі спеціальності гідротехнічні меліорації. В січні 2002 року рішенням Атестаційної комісії України на підставі рішення вченої ради Інституту гідротехніки й меліорації УААН було присвоєно вчене звання старшого наукового співробітника зі спеціальності сільськогосподарські меліорації. У Київському університеті з 2001 року працював старшим науковим співробітником науково-дослідної лабораторії гідроекології та гідрохімії, з 2002 по 2010 роки — доцент кафедри гідрології та гідроекології географічного факультету. Читав спеціалізовані курси: «Агрогідрохімія», «Гідрогеологія з основами інженерної геології», «Меліоративна гідрохімія», «Екологічні аспекти водокористування в Україні», «Охорона вод», «Основи гідротехніки», «Охорона праці», «Моніторинг земель», «Основи землеробства та рослинництва». В Інституті землевпорядкування та інформаційних технологій (з 2011 р. Університет новітніх технологій) з 2004 за сумісництвом у різні роки читав курси «Основи ґрунтознавства та ландшафтознавства», «Основи землеробства та рослинництва», «Основи екології», «Агроекологія», «Охорона праці», «БЖД», «Фітомеліорація». Займається дослідженнями еколого-меліоративного стану агроландшафтів різних природно-кліматичних зон, впливу тривалого зрошення з водойм різної якості на властивості ґрунтів, хімічного складу води поверхневих джерел зрошення. Проводив дослідження на зрошувальних системах Півдня України, Північно-Кримського каналу.

## Наукові праці
Автор понад 200 наукових праць[джерело?], серед яких:
- Водні та хімічні меліорації ґрунтів, навчальний посібник. — 2010. — 276 с.
- Лозовіцький П. С. Основи землеробства та рослинництва. Книга 1. Землеробство. Навчальний посібник / П. С. Лозовіцький. — К., 2010. — 268 с.
- Лозовіцький П. С. Основи землеробства та рослинництва. Книга 2. Рослинництво. Навчальний посібник / П. С. Лозовіцький. — К., 2010. — 380 с.
- Землі Інгулецької зрошувальної системи: стан та ефективне їх використання. 2010. Херсон. — 360 с.
- Лозовіцький П. С. Ґрунтознавство для екологів / П. С. Лозовіцький. — Київ — Житомир: ПП «Рута», 2013.  — 456 с.
- Лозовіцький П. С. Основи землеробства та рослинництва. Книга 1. Землеробство. Навчальний посібник / П. С. Лозовіцький. — К. 2013. — 430 с.
- Лозовіцький П. С. Основи землеробства та рослинництва. Книга 2. Рослинництво. Навчальний посібник / П. С. Лозовіцький. — К. 2013. — 648 с.
- Лозовіцький П. С. Меліорація ґрунтів та оптимізація ґрунтових процесів Підручник / П. С. Лозовіцький. — К. 2014. — 516 с.
- Лозовіцький П. С. Річка Шостка // Серія «Екологія й гідрохімія водних джерел України». — К., 2016. — Вип. 1. — 148 с.
- Лозовіцький П. С. Річка Гуйва // Серія «Екологія й гідрохімія водних джерел України». — К.,  2017. — Вип. 2. — 198 с.
- Лозовіцький П. С. Срезневський Борис Ізмаїлович — академік організатор метеорологічної служби України. К. 2019. — 424 с.
- Лозовіцький П. С. Річка Удай // Серія «Екологія й гідрохімія водних джерел України». — К., 2019. — Вип. 3. — 484 с.
- Лозовіцький П. С. Вплив тривалого зрошення водами різної якості на властивості ґрунтів України (вибрані й доповнені статті). — К., 2020. — 420 с.
- Changes in the Properties of Dark Chestnut Soils under the Impact of Long-Term Irrigation (the Kakhovka Irrigation System) / Interperiodika, Great Britain, Birmingham, AL, ETATS-UNIS. Eurasian soil science, 2005. (англ.)
- P. S. Losovitskii and Bilai Effect of Chemical Ameliorants on the Chemistry of Surface Water Used for Irrigation / Interperiodika, Great Britain, Birmingham, Water Resources, 2001. — Vol. 28. — № 4. (co-auther) (англ.)
- Лозовіцький П. С. Классификация природных вод юга Украины по улучшению их химического состава перед поливом. // Агрохимия. — 2006 (Росія). (рос.)
- Лозовіцький П. С. Екологічний стан ґрунтового покриву в зоні впливу Криворізького залізорудного басейну // Науковий вісник Волинського державного університету імені Лесі Українки. — 2004. — № 4. — С. 103—112.
- Лозовіцький П. С. Хімічний склад води річок українського Полісся і екологічна оцінка їх якості. // Водне господарство України. — 2007. — № 5. — С. 45—54.
- Лозовіцький П. С., Молочко А. М., Лузовіцька Ю. А. Оцінювання якості води озера Китай // Науковий вісник Волинського державного університету імені Лесі Українки. — 2008. — № 1. — С. 52—59.
- Лозовіцький П. С., Чеботько К. А., Косматий В. А., Копилевич В. А. Методи іригаційної оцінки поливної води та їх застосування в умовах України. // Аграрна наука і освіта. — 2008. — Том 9. — № 1-2. — С. 37—46.
- Лозовіцький П. С., Молочко А. М., Лозовицький А. П. Екологічна оцінка якості води Південного Бугу // Картографія та вища школа. — К.: Інститут передових технологій, 2008. — Вип. 13. — С. 113—126.
- Лозовіцький П. С. Властивості темно-каштанового солонцюватого ґрунту заповідника Асканія-Нова у порівнянні з такими ж ґрунтами оброблюваних агроценозів. // Заповідна справа в Україні. — 2009. — № 2. — Вип. 115. — С. 106—116.
- Лозовіцький П. С. Поповнення гумусу у ґрунтах Інгулецької зрошувальної системи за рахунок кореневих залишків сільськогосподарських культур / П. С. Лозовіцький // Зрошуване землеробство. — Херсон, 2010. — № 54.. — С. 198—210.
- Лозовіцький П. С. Моніторинг якості води річки Дунай у м. Кілія / П. С. Лозовіцький // Причорноморський екологічний бюлетень. — 2011. — № 4. — С. 158—182.
- Лозовицкий П. С. Мониторинг гумусного состояния почв Ингулецкой оросительной системы. Россия // Почвоведение. — 2012. — № 3. — С. 336—349. (рос.)
- Лозовіцький П. С., Молочко А. М., Бібік В. М., Лозовіцький А. П., Молочко М. А. Екологічна оцінка якості вод Дунаю // Часопис картографії. — Вип. 1. — 2011. — С. 135—148.
- Лозовіцький П. С. Гідрологічний режим та оцінювання якості води озера-водосховища Сасик у часі / П. С. Лозовіцький // Часопис картографії. — Вип. 6. — 2013. — С. 146—170.
- Лозовіцький П. С. Екологічний стан Куяльницького лиману й необхідність його поповнення морською водою / П. С. Лозовіцький, М. Л. Томахін // Екологічні науки. — 2015. — № 8. — С. 69—85.
- Лозовіцький П. С. Моніторинг якості води озера Катлабуг [Текст] / П. С. Лозовіцький // Часопис картографії. — Вип. 8. — 2013. — С. 78—111.
- Лозовіцький П. С. Якість води Десни на кордоні з Росією та транскордонне перенесення речовин зі стоком / П. С. Лозовіцький // Часопис картографії. — Вип. 9. — 2013. — С. 62—83.
- Лозовіцький П. С. Оцінювання якості води оз. Ялпуг — м. Болград за сольовим складом та мінералізацією / П. С. Лозовіцький // Часопис картографії. — Вип. 10. — 2014. — С. 250—281.
- Лозовіцький П. С. Оцінювання якості води оз. Ялпуг — м. Болград за еколого-санітарними критеріями та специфічними речовинами токсичної дії / П. С. Лозовіцький // Часопис картографії. — Вип. 11. — 2014. —  С. 156—193.
- Лозовіцький П. С. Екологічне оцінювання якості води Сейму на кордоні з Росією та транскордонне перенесення речовин стоком / П. С. Лозовіцький, А. П. Лозовицький // Екологічні науки. — 2015. — № 10-11. — С. 62—83.
- Лозовіцький П. С. Оцінювання якості води Білозерського лиману / П. С. Лозовіцький // Часопис картографії. — Вип.13. — 2016. — С. 78—97.
- Лозовіцький П. С. Моніторинг мінералізації та хімічного складу води річки Остер / П. С. Лозовіцький // Часопис картографії. — Вип. 14. — 2016. — С. 222—245.
- Лозовіцький П. С. Екологічний стан та екологічне оцінювання води Остра за трофо-сапробіологічними показникам та специфічними речовинами токсичної дії / П. С. Лозовіцький // Часопис картографії. — Вип.14. — 2016. — С. 246—278.
- Лозовіцький П. С. Екологічна оцінка якості води верхнього Удаю як основа для організації моніторингу екосистем національних природних парків басейну / П. С. Лозовіцький // Заповідна справа в Україні. — 2016. — № 1 (22). — с. 21—35.
- Лозовіцький П. С. Моніторинг мінералізації та хімічного складу води Дніпра в межах Канівського природного заповідника / П. С. Лозовіцький // Часопис картографії. — 2016. — Вип. 15. — Частина 2. — С. 78—97.
- Лозовіцький П. С. Екологічний стан та екологічне оцінювання води Дніпра в межах Канівського природного заповідника / П. С. Лозовіцький // Часопис картографії. — 2016. — Вип. 15. — Частина 2. — С. 125—154.